# Yasir ibn Amir
 (mars 2018).
Si vous disposez d'ouvrages ou d'articles de référence ou si vous connaissez des sites web de qualité traitant du thème abordé ici, merci de compléter l'article en donnant les références utiles à sa vérifiabilité et en les liant à la section « Notes et références ».
Yasir ibn Amir al-'Ansī (en arabe : ياسر بن عامر العنسي ; VIe – VIIe siècles) est un des premiers compagnons du prophète Mahomet.

## Biographie
Yasir est originaire du clan Malik de la tribu Madhhij au Yémen. Lui et ses deux frères, Al-Harith et Malik, ont voyagé vers le nord à La Mecque pour chercher un quatrième frère qui s’était perdu. Al-Harith et Malik retournent au Yémen, mais Yasir décide de s'installer à La Mecque. Il entre sous la protection d'Abu Hudhayfa ibn al-Mughira, un membre du clan Makhzum de la tribu Quraych.
Abou Hudhayfa donne à Yasir son esclave Sumayyah comme épouse. Vers 566, ils ont un fils, Ammar. Yasir a également deux autres fils, Hurth et Abdullah, mais il n'y a aucune indication que Sumayyah puisse être leur mère. Hurth, l'aîné des trois, a été tué par le clan Dil avant 610.
La famille de Yasir se convertit à l'Islam très tôt. Mais à partir de l’année 614, les idolâtres de Quraysh persécutent les musulmans de bas rang social. Après la mort d'Abu Hudhayfa, Yasir et sa famille n'ayant plus de protecteurs à La Mecque, le clan des Beni-Makhzum les ont torturés pour les forcer à abandonner leur foi. Yasir, Sumayyah et Ammar ont été contraints de rester au soleil dans la chaleur de la journée, vêtus de maillots de bain. Mahomet passa alors qu'ils se tenaient comme ça et les exhorta : « Patience, ô famille de Yasir, ton lieu de rencontre sera le paradis ». Abu Jahl, un membre du clan des Beni-Makhzum, tue sa femme Sumayyah en la poignardant et en l'empalant avec sa lance.

## Décès et héritage
Yasir fut parmi les premières victimes de la persécution des idolâtres de La Mecque du fait qu'il n'avait pas d'affiliation tribale. Yasir et sa femme, Sumayya, et leur fils, Ammar, avaient un rang social inférieur. À La Mecque, ils étaient des « étrangers » et il n'y avait personne pour les protéger. Tous les trois ont été sauvagement torturés par Abu Jahl, tout comme les autres musulmans sans protection d'un clan de La Mecque. Sumayya, l'épouse de Yasir, est morte pendant sa torture. Elle est ainsi devenue le premier martyr de l'Islam. Un peu plus tard, son mari, Yasir, a également été torturé à mort, et il est devenu le second martyr de l'Islam.
Les musulmans qui ont été tués dans les batailles de Badr et Uhud avaient une armée à défendre et à soutenir. Mais Yasser et sa femme n'avaient personne pour les défendre ; ils ne portaient pas d'armes, et ils étaient les plus démunis de tous les martyrs de l'Islam. Ils ont fait de la tradition du sacrifice et du martyre une partie intégrante de l'ethos de l'Islam.
Cependant, il n'y a aucune mention de la mort de Yasir dans l'une des premières sources de la Sira, la biographie du Prophète, telles que Ibn Ishaq, Ibn Sa'd, Al-Bukhari, Muslim ou Tabari. Comme il n'est pas nommé parmi ceux qui ont émigré à Médine en 622, il est probablement mort avant cette date ; il est possible que sa mort soit naturelle.